# طاقة ثقالة

جسمان لهما كتلتان مختلفتان يدوران حول مركز مشترك تحت تأثير قوة الجاذبية بينهما.

طاقة الثقالة  أو  طاقة الجاذبية  (بالإنجليزية:gravitation energy أو Gravitational binding energy) في علم الفلك هي طاقة الوضع التي تتحرر من تقلص جرم سماوي . وهي بجانب الاندماج النووي مصدر أشعة عالية الطاقة تصدر من النجوم ومن المجرات . تقترن قوة الجاذبية بكتلة الجسم ولذلك تسمى أيضا طاقة الثقالة، وكل كتلة لها قوة جذب تتناسب مع الكتلة.
ينطبق هذا على جميع الأجرام والأجسام والجسيمات . ولكننا لا نستطيع ملاحظة طاقة الجاذبية في الإطار الصغري، أي في عالم الذرات والجزيئات، ذلك لأن في تلك المقاييس الصغيرة تعمل بين الجسيمات قوى أكبر بكثير من قوة الجاذبية، فعلى مستوى الذرات والجزيئات تكون القوى الكهربائية والمغناطيسية أقوى من قوة الجاذبية. ولكن تأثير قوة الجاذبية نلاحظها في العالم العيني أي في إطار الإجرام السماوية وبين الأرض والقمر وبين الأرض والشمس وبين النجوم، وفي المجرات وتجمعات المجرات . بين هذه الأجرام الكبيرة تكون قوة الجاذبية هي السائدة .

## تقديرها
طبقا لقانون الجذب العام لنيوتن تبلغ طاقة الجاذبية (أو طاقة الثقالة ) لجسم كتلته M :
(1) {\displaystyle E_{\mathrm {G} }\sim {\frac {GM^{2}}{R}}}
حيث:
G: ثابت الجذب,
R: نصف قطر الجسم المتقلص
عندما تتقلص سحابة غازية هائلة لتكوّن نجما في حجم الشمس تصدر منه طاقة تقدر بنحو ف
1041 جول . بعض تلك الطاقة الناتجة عن التقلص تحت تأثير الجاذبية يتحول جزء منها إلى طاقة حرارية وجزء آخر إلى نيوترينوات إشعاعية .
مقارنة:
- ينتج عن اشتعال مخلوط انفجاري ذو كتلة تعادل كتلة الشمس طاقة قدرها 1033 جول فقط (طاقة كيميائية). أي أن طاقة الجذب تفوق الطاقة الكيميائية في هذه الحالة نحو 100 مليون مرة . وهي تعتمد على الكتلة.
- في تفاعل ألفا الثلاثي حيث يندمج الهيليوم في الشمس فهو ينتج طاقة نووية قدرها

1045 جول.
- تبلغ طاقة دوران نجم نيوتروني نحو

1040 جول.

## تعريف
تؤثر قوة الجاذبية بين أي جسمين بحسب كتلة كل منهما . فإذا إردنا إبعاد أحد الجسمين عن الآخر فلا بد من أن نبذل شغلا . وبالعكس عندما ينجذب جسم من مالا نهاية إلى جسم آخر فإنه يفقد تلك الطاقة التي اكتسبها أثناء الابتعاد عنه . كذلك يبذل صاروخ في ابتعاده عن الأرض شغلا، لأنه يقاوم جذب الأرض له. فإذا نفذ وقوده قبل وصوله إلى المدار فإنه يسقط ثانيا على الأرض محررا الطاقة التي اكتسبها أثناء صعوده (أنظر طاقة الوضع).
قوة الجاذبية هي التي تربط الأجرام السماوية بعضها البعض، وهي التي تشكل بنية الكون في حجمه الكبير. وهي واحدة من أربعة قوى تسيطر على المادة وتشكلها في أحجامها الصغرية إلى أحجامها الكبيرة، سواء كانت أجراما سماوية أو جسم الإنسان أو الأحياء أو الجزيئات وكل ما هو دون ذلك . الثلاثة قوى الأخريات هم : قوة نووية وهي المسؤولة عن ترابط البروتونات والنيوترونات في نواة الذرة ، قوة ضعيفة وهي المسؤولة عن التحول النووي والنشاط الإشعاعي للمواد، و قوة كهرومغناطيسية وهي القوتان المندمجتان الكهربيائية والمغناطيسية .

## مشاهدات
عندما يتقلص نجم تبلغ كتلته كتلة الشمس إلى نجم نيوتروني ينقص نصف قطره شديدا حتى يصبح نحو 16كيلومتر . وطبقا للمعادلة (1) تنطلق منه خلال فترة زمنية وجيزة طاقة قدرها
1046 جول.
يفسر انطلاق وتحرر طاقة الجذب من مستعر أعظم إشعاعه الشديد للضوء و لأشعة غاما. كما أن تلك الطاقة هي المسؤولة أيضا عن النشاط الضوئي للمجرات النشطة.
ويعتمد تنامي جرم سماوي على قوة الجذب . فمثلا توجد في الكون أنواع من النجوم الثنائية ربما يصدر أحدهما أشعة إكس ناتجة عن كونه نجما نيوترونيا يتنامى عن طريق ابتلاعه لمادة من النجم الآخر .

## قمر صناعي حول الأرض

قمر صناعي يدور حول الأرض.

نفترض أن قمرا صناعيا يدور في فلك دائري حول الأرض، فيكون واقعا تحت تأثير قوة الجذب للأرض والتي تشكل له جهدا موضعيا يبلغ قدره:
{\displaystyle \Phi =-G{\frac {M_{\rm {T}}}{r}}}:
"حيث:
G ثابت الجاذبية,
{\displaystyle {M_{\rm {T}}}} كتلة الأرض ،
r المسافة بينه وبين الأرض.
وبناء على ذلك تكون طاقة الوضع (الجذب) للقمر الصناعي ذو كتلة m :
{\displaystyle E_{\rm {p}}=-G{\frac {mM_{\rm {T}}}{r}}}
نجد أن تلك الطاقة لها علامة سالبة لأنها قوة تجاذب، أي تزداد كلما اقترب القمر الصناعي من الأرض . في نفس الوقت تؤثر قوة جذب القمر الصناعي على الأرض، ولكنها أضعف كثيرا عن قوة جذب الأرض له لأنه أصغر كتلة . وفي الواقع يتبادل الجسمان قوى الجذب بينهما، فما الجذب إلا تأثير متبادل بين جسمين أو أكثر.
يمكن تطبيق المعادلة أيضا على جذب الأرض والشمس، بوضع كتلة كل منهما في المعادلة والتعويض عن المسافة بينهما r ، وهي تعادل 150 مليون كيلومتر.
ملحوظة : عندما نجري الحساب نضع في المعادلة كتلتي الأرض والشمس بوحدة كيلوجرام ونضع المسافة بوحد متر فنحصل على الطاقة بينهما بوحدة الجول .

## اقرا أيضا
- تنامي
- ثقالة
- ثابت الجاذبية
- عملاق عظيم
- انفجار أشعة غاما 090423
- يوهانز كبلر
- نباض مزدوج 1913+16
- نجم
- مدار
- مجرة حلزونية
- مجرة عباد الشمس
- قزم أبيض
- ثقب اسود
- حد روش